# U-875
U-875 — большая океанская немецкая подводная лодка типа IXD2 времён Второй мировой войны. Заказ на постройку субмарины был отдан 25 августа 1941 года. Лодка была заложена 11 мая 1943 года на верфи компании АГ Везер в Бремене под строительным номером 1083, спущена на воду 16 февраля 1944 года, вошла в строй 21 апреля 1944 года под командованием капитан-лейтенанта Георга Приуса.

## Флотилии
- 21 апреля 1944 года — 28 февраля 1945 года 4-я флотилия (учебная)
- 1 марта — 8 мая 1945 года 33-я флотилия

## Боевая служба
Лодка не совершала боевых походов. 30 мая 1945 года была переведена из Бергена, Норвегия, в Лисахалли, Северная Ирландия. Потоплена 31 декабря 1945 года в ходе операции «Дэдлайт» в районе с координатами 55°41′ с. ш. 08°28′ з. д..